# Back to the Heavyweight Jam
«Back To The Heavyweight Jam» — шостий альбом німецького гурту Scooter, який вийшов 27 вересня 1999 року. До альбому увійшли два сингли: «Faster Harder Scooter» та «Fuck the Millennium».
Після випуску синглу «Fuck the Millennium» альбому був перевидани у грудні 1999 у вигляді лімітованного видання з додатковими треками.

## Треклист
1. «Keyser Soze» — (01:12)
2. «Watch Out» — (04:15)
3. «Faster Harder Scooter» — (03:47)
4. «Well Done, Peter» — (03:53)
5. «Fuck The Millenium» — (04:28)
6. «The Revolution» — (04:05)
7. «Psycho» — (05:05)
8. «The Learning Process» — (04:55)
9. «I'll Put You On The Guestlist» — (05:11)
10. «Main Floor» — (05:35)
11. «Kashmir» — (04:44)
12. «No Release» — (06:16)

## Сингли
1. «Faster Harder Scooter» — (1999)
2. «Fuck The Millennium» — (1999)